# 星崎崑
星崎 崑（ほしざき こん）は、日本のライトノベル作家である。ライトノベル『ネトオク男の楽しい異世界貿易』で作家デビューを果たした。

## 作品一覧
- 『ネトオク男の楽しい異世界貿易』（イラスト: さざなみみぉ、MFブックス〈KADOKAWA〉）[2]
- 『てのひら開拓村で異世界建国記〜増えてく嫁たちとのんびり無人島ライフ〜』（イラスト: あらや、MF文庫J〈KADOKAWA〉）[3]
- 『俺にはこの暗がりが心地よかった-絶望から始まる異世界生活、神の気まぐれで強制配信中-』（イラスト: Niθ、GAノベル〈SBクリエイティブ〉）[4]
- 『ホームセンターごと呼び出された私の大迷宮リノベーション!』（イラスト: 志田、GAノベル〈SBクリエイティブ〉）[5]